# Charles Hodge

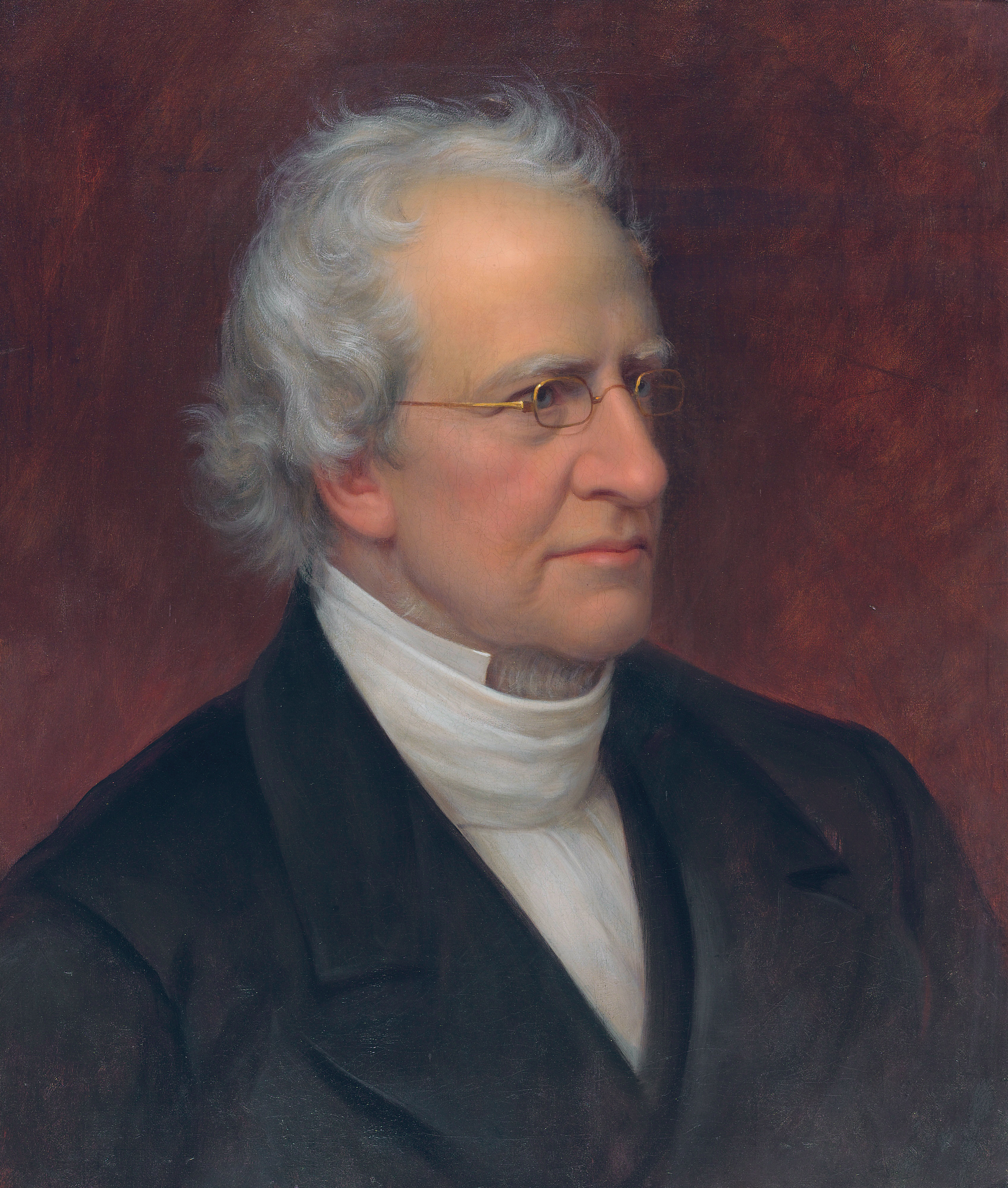
Charles Hodge (Rembrandt Peale)

Charles Hodge (* 27. Dezember 1797 in Philadelphia; † 19. Juni 1878 in Princeton) war ein US-amerikanischer Theologe der Presbyterianischen Kirche und von 1822 bis 1877 Professor am Princeton Theological Seminary der Princeton University.

## Leben
Hodge wuchs mit seinem Bruder in Philadelphia auf, sein Vater, der Arzt Hugh Hodge, starb sechs Monate nach seiner Geburt an Gelbfieber. Pastor Ashbel Green von der Second Presbyterian Church unterstützte seine Mutter, die Witwe Mary Blanchard, bei Erziehung und Ausbildung ihrer Kinder. Sie zogen 1812 nach Princeton um, damit ihre Söhne dort studieren konnten. Während seiner Ausbildung bis 1815 am New Jersey College, das heute Teil der Princeton University ist, erfuhren er und weitere junge Männer ein Erweckungserlebnis. Mit Graduierung schloss er sein Studium 1819 am Princeton Theological Seminary ab, wo Archibald Alexander ein prägender Lehrer für ihn war.
1820 trat er dem Princeton Theological Seminary als Lehrer bei, und er wurde 1821 zum Pfarrer der Presbyterianischen Kirche ordiniert. 1822 wurde er in Princeton Professor für biblische und orientalische Sprachen und Literatur und von 1840 bis 1877 für Exegese, Didaktik und Theologie. Von 1826 bis 1828 bereiste er Europa, wo er weiterstudierte und sich auch mit ganz verschiedenen Gelehrten traf, so mit Antoine-Isaac Silvestre de Sacy in Paris, Wilhelm Gesenius und August Tholuck in Halle und Ernst Wilhelm Hengstenberg, August Neander und Wilhelm von Humboldt in Berlin.
Trotzdem hielt er an einer traditionellen calvinistisch geprägten Theologie und am Bekenntnis von Westminster fest und vertrat die Unfehlbarkeit der Bibel. Der Philologe Joseph Addison Alexander wurde sein Assistent für semitische Sprachen, so dass sich Hodge mehr auf die Erforschung und Auslegung des Neuen Testaments konzentrieren konnte. 1846 übte er das Amt des Moderators der Old School in der Presbyterian Church aus. 1858 war er Mitglied im Komitee für die Revision des Book of Discipline of the Presbyterian Church (deutsch: Buch der Kirchenzucht der presbyterianischen Kirche). Von 1868 bis 1870 amtete er als Präsident des Vorstands für die Außenmission der Presbyterianer.
Von 1871 bis 1873 schrieb und veröffentlichte er eine beachtete dreibändige Systematische Theologie (englisch: Systematic Theology). 46 Jahre lang gab er die 1825 gegründete Zeitschrift Biblical Repertory and Princeton Review heraus, wozu er selbst gegen 150 Artikel beisteuerte. Er publizierte zudem biblische Kommentare zum Römerbrief (1835), den Korinther- (1857 und 1859) und dem Epheserbrief (1856).

## Familie
1822 heiratete Hodge Sarah Bache, eine Tochter von Dr. William Bache und seiner Frau Catharine Wistar und eine Enkelin von Benjamin Franklin. Sie hatten zusammen acht Kinder, die die Kindheit überlebten. Der Sohn Archibald Alexander Hodge wurde auch Professor am Princeton Theological Seminary. Sarah Bache starb 1849, und Hodge heiratete 1852 Mary (Hunter) Stockton.

## Erinnerung
Nach Charles Hodge ist der Lehrstuhl für Systematische Theologie am Princeton Theological Seminary benannt. Gegenwärtig (2025) ist Hanna Reichel Charles Hodge Professor for Reformed Theology.

## Werke
- The Constitutional History of the Presbyterian Church in the United States of America, (englisch) ISBN 978-1-116-10885-9.
- The Way of Life, 1841.
- What is Presbyterianism? 1855.
- What is Darwinism? Scribner, Armstrong, and Company, New York 1874. Neuauflage: BiblioBazaar, Charleston, South Carolina 2007, ISBN 978-0-554-06606-6.
- Systematic Theology, 1871–1873 (englisch, 3 Bände) ISBN 978-0-559-57075-9.